# Старорезничная улица (Одесса)
Улица Старорезничная — улица в Одессе, в исторической части города, от Преображенской до Екатерининской улицы

## История
Название получила по так называемым «резницам» (прирыночные помещения, где на продажу забивался исключительно мелкий скот и птица)
.
В прежние времена включала в себя Книжный переулок. В 1891 году на Треугольной площади, на углу Преображенской и Старорезничной улиц, архитектором Ю. М. Дмитренко для бесплатной городской читальни и двухклассного народного училища на средства Г. Маразли было возведено специальное здание, определившее название этого участка улицы.
В советское время носила имя видного советского государственного деятеля Куйбышева (1888—1935). В 2012 году историческое название — Старорезничная — было улице возвращено
Район улицы реконструируется

## Достопримечательности

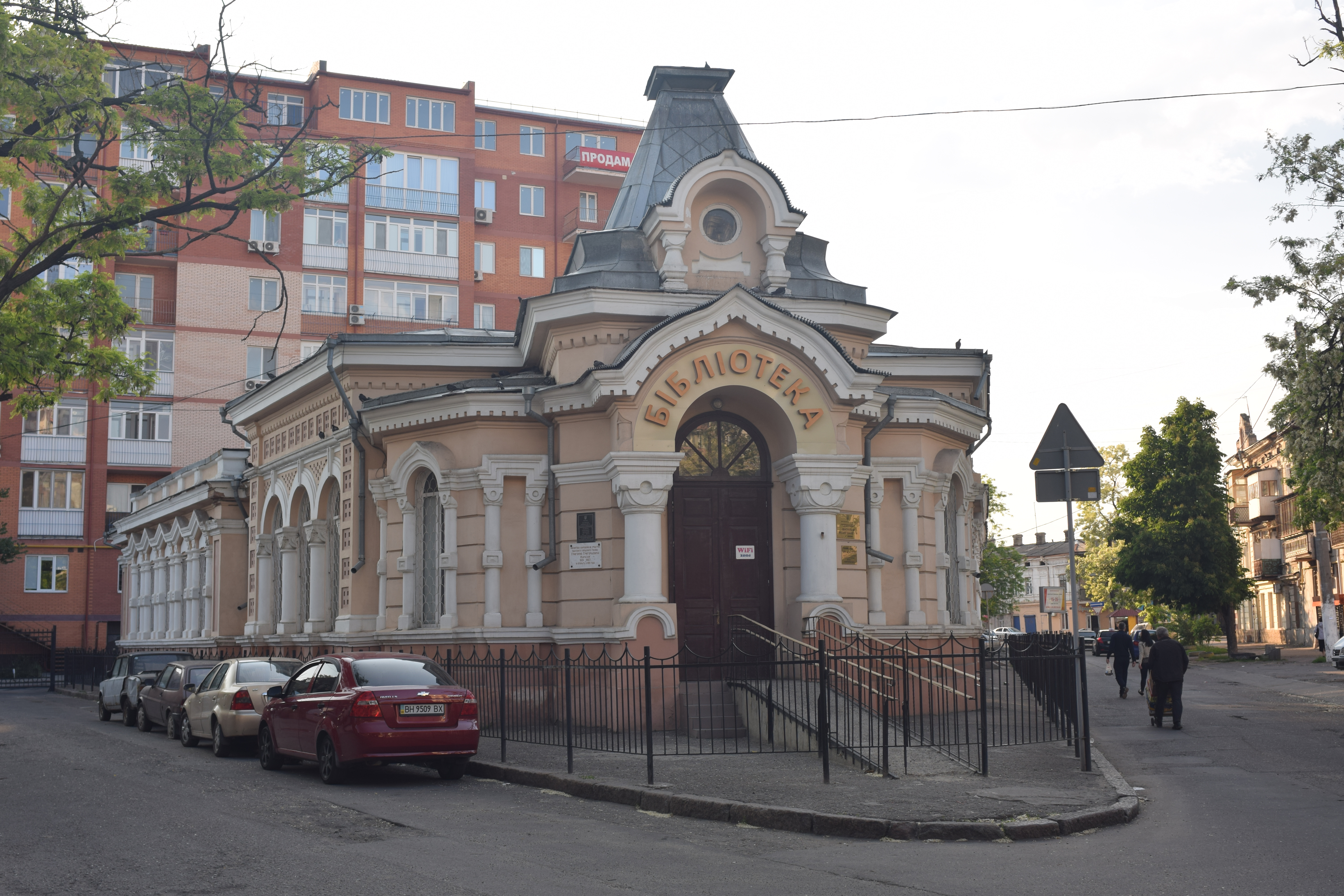
«Читальня Маразли»

Читальня Маразли